# Michelle Garza Cervera
Michelle Garza Cervera (Cidade do México, Mexico, 29 de setembro de 1987) é uma cineasta e roteirista mexicana. Ela é mais conhecida por seu aclamado filme de terror Huesera.

## Carreira
Michelle Garza Cervera estudou no Centro de Capacitación Cinematográfica da Cidade do México. Garza ganhou a bolsa de estudos Chevening para realizar seu mestrado na Goldsmiths, Universidade de Londres, no Reino Unido.
Seus filmes já foram exibidos em mais de 100 festivais de cinema.
Em 2022, Garza estreou seu primeiro filme, Huesera, um filme de horror corporal. O filme conta a historia de uma mulher que, depois de engravidar, é atacada por uma entidade.

## Reconhecimentos
Huesera estreou no Festival de Cinema de Tribeca em Nova Iorque. Garza Cervera ganhou o prêmio de Melhor Nova Direção Narrativa e o prêmio Nora Ephron, que reconhece narradoras com voz única.